# Ultravox
Ultravox fue una banda de new wave inglesa surgida en 1976 que con el paso del tiempo fue cambiando de estilos musicales (glam rock, proto-punk, synth pop, new romantic y música industrial), hasta su separación definitiva en 1996.
El grupo, además de una duración relativamente corta, pasó por tres etapas, dos de ellas muy marcadas, y cada una se distinguió por cambios de género musical. De 1976 a 1979, el líder de la banda era el cantante John Foxx, quien durante su estadía dirigió muchos cambios de estilo al grupo, pero no tuvo gran éxito comercial; de 1979 a 1988 fue reemplazado por el también guitarrista Midge Ure, con quien el grupo tuvo sus más grandes éxitos en Europa.
En 1992, el instrumentalista Billy Currie intentó reformar la banda con nuevos integrantes y grabó dos discos, aunque sin éxito, dándola por terminada en 1996. La época con Foxx fue fudacional, pero no llegó a concretar un sonido con identidad, mientras con Ure, pese a ser una etapa relativamente no muy extensa, el grupo marcó influencia para el género electrónico. El grupo grabó un total de 11 álbumes, o por lo menos 11 aparecieron con el nombre Ultravox, aunque su éxito y trascendencia está centrada en los cuatro discos de su etapa como cuarteto, además, la carrera solista de Ure está sentada sobre esos cuatro álbumes.
Su masiva popularidad en Europa, durante la década de 1980, la llevó a ser una banda influyente en la música electrónica. En 2009 la clásica alineación de la banda en la década de 1980 se reunió para hacer una gira por el Reino Unido y otra por el resto de Europa. En 2012 publicaron su decimosegundo álbum de estudio titulado Brill!ant, su última grabación como grupo, que alcanzó el puesto 21 en las listas de ventas británicas.

## Historia

### Primeros años: Tiger Lily
Las raíces de Ultravox estuvieron en la banda de glam rock Tiger Lily, formada en Londres en 1973, por iniciativa del cantante Dennis Leigh, en ese entonces alumno de la Royal College of Art en esa ciudad. El bajista Chris St John (de nombre real Christopher Allen), y el guitarrista Stevie Shears, fueron los demás miembros fundadores. 
Poco después, en 1974, se adicionó el baterista canadiense Warren Cann, con quien la banda se estrenó con una serie de conciertos en Inglaterra. De ahí, ese mismo año, el violinista y teclista Billy Curry también se integra.
Las influencias de la banda eran en ese entonces representantes del glam rock como New York Dolls, The Velvet Underground, Lou Reed, David Bowie, además de Roxy Music.
En 1975 sacan un sencillo llamado «Ain't Misbehavin'». El primer lado de ese sencillo, que contenía la canción homónima, es una versión de la canción de 1929 del músico de jazz neoyorquino Fats Waller.
El objetivo de John Foxx era que su grupo se pareciera a The Velvet Underground y él un Andy Warhol, quien lo influenciaba en cuanto a sus gustos por el arte, pues también se encargaría de los trabajos artísticos de la banda en los años siguientes.

### Ultravox!
Después del lanzamiento de su sencillo, el grupo cambió su nombre varias veces, haciéndose llamar The Zips, Fire Of London, The Damned, London Soundtrack, etc., cuando en 1976, firman un contrato con el sello Island Records. Para ese entonces, la banda se estableció un nombre definitivo, Ultravox!, con el signo de admiración colocado al final del nombre, como referencia a la banda alemana de krautrock Neu!. Lo mismo hicieron Dennis Leigh, Chris St John y Billy Curry con sus propios nombres artísticos, haciéndose llamar John Foxx, Chris Cross y Billy Currie, respectivamente. Ese año, Island les grabó y lanzó la canción «The Wild, The Beautiful And The Damned» en un recopilatorio de varios artistas del sello llamado Rock & Reggae & Derek & Clive.
En enero de 1977, es lanzado el primer sencillo, «Dangerous Rhythm», y en marzo, el álbum debut Ultravox!, ambos con claras influencias del glam rock (llegándose al punto en que la banda sea comparada con Roxy Music). La canción «My Sex» (incluida tanto en la cara B del sencillo y del álbum) sería de un estilo electrónico, influenciado por Kraftwerk, banda alemana cuyo estilo synth pop también influenciaba a Ultravox!. A nivel de ventas, el álbum fue un fracaso, al no vender más que algunos ejemplares, posiblemente por la poca recepción del público frente a aquello que no tuviese que ver con el punk. Elementos característicos de la banda, como los teclados, no eran bien vistos para componer una banda británica de aquella época.
El siguiente álbum, Ha! Ha! Ha!, tendría el sonido punk de las bandas contemporáneas, sin embargo, Ultravox! negó ser un grupo de ese género. Al igual que el álbum debut, Ha! Ha! Ha! contendría una canción de estilo synth pop: «Hiroshima Mon Amour». Sin embargo, las ventas tampoco fueron satisfactorias.
En febrero de 1978, es lanzado un EP recopilatorio de 4 canciones de su gira, Retro.
Entre febrero y marzo de 1978, y después de una gira por Europa, Stevie Shears es solicitado a dejar el grupo. La razón de ello era que desde hacía algún tiempo, Shears era visto como un factor límite para las proposiciones musicales del grupo. Después, Shears formó parte de New Men, Cowboys International, en 1980, y, poco después, Faith Global, con la cual sacó solo el EP Earth Report y un único álbum llamado The Same Mistakes. Después de eso pareció retirarse del negocio de la música pero en 2000 se anunció que todavía estaba tocando.

### Ultravox

#### Systems of Romance
En medio de cambios, la banda decide quitar el signo de admiración (!) al final de su nombre, quedando como Ultravox. Ya en 1978, Robin Simon, de Neo, sustituye a Stevie Shears. Simon era más joven que todos los miembros restantes y, a pesar de su poca experiencia con bandas, era visto por ellos como un mejor guitarrista. A esto siguió una gira por Europa, una presentación en vivo en el programa Old Grey Whistle Test y un concierto en el Festival de Reading (donde la banda tocó junto a otros artistas de la época, como The Jam, The Speedometors, Radio Stars y otros).
Para dedicarse al tercer álbum, la banda viajó a Alemania, para recurrir al productor Conny Plank (destacado por producir para importantes bandas alemanas como Kraftwerk y Can). El álbum Systems of Romance fue lanzado en septiembre de 1978, conteniendo canciones en que predominan mucho más los sintetizadores, como «Slow Motion» y «Quiet Men», los cuales serían lanzados respectivamente como sencillos homónimos el mismo año. A pesar de que el álbum y los sencillos fueron influyentes en futuros artistas como Gary Numan (en ese entonces cantante de Tubeway Army), se vendieron pocos ejemplares.

#### Salida de John Foxx
Con todo el fracaso comercial acumulado, entre finales de 1978 y comienzos de 1979, y después de una gira por Europa, a la banda no se le renovó el contrato en Island. Sin sello Ultravox se financia una gira en los Estados Unidos en febrero de 1979. Durante el tiempo que duró esta, la relación entre Foxx con el resto de la banda (excepto con Simon) se deteriora, terminando con fuertes discusiones en ocasiones, siendo una de las causas de que Foxx anuncie su separación de la banda y su definitivo alejamiento al regresar a Inglaterra, una vez finalizada la gira. Poco después y continuando con la gira, Robin Simon también decide salir de la banda para quedarse en Estados Unidos y vivir en Nueva York, aunque por poco tiempo, donde temporalmente integra una banda llamada The Futants. La banda tendría que regresar a Inglaterra sin Simon, y con Foxx dejándola. El último concierto de Ultravox, liderado por John Foxx y como quinteto, se llevaría a cabo en el Whisky A-Go-Go de Hollywood, el 15 de marzo de 1979.
De regreso a Inglaterra, Foxx se aleja de Ultravox, para que al poco tiempo, firme contrato con Virgin Records, y de ahí componga lo que serían las canciones de su álbum Metamatic, grabado a finales de 1979 y enero de 1980, y lanzado ese mismo mes. Metamatic sería un éxito, destacando a Foxx como uno de los primeros solistas de la música electrónica en el Reino Unido.
Por otra parte, el resto de esta banda decide seguir con su propuesta de continuar con éxito. Sin embargo, también tuvieron que dedicarse a otros proyectos musicales: Billy Currie estaría colaborando con Tubeway Army, banda de Gary Numan, y comenzaría a integrar Visage, Warren Cann empezaría a tocar para el cantante neozelandés Zaine Griff, mientras que Cross se encontraría colaborando con Barrie Masters de Eddie And The Hot Rods y James Honeyman-Scott de Pretenders.

#### Midge Ure y el éxito
En ese año 1979, al mismo tiempo de estar colaborando con Gary Numan, Currie también estaba formando parte del proyecto Visage, integrado también por su líder Steve Strange y otros músicos con algo de experiencia discográfica. Entre estos miembros se encontraban, además de Currie, Midge Ure, Rusty Egan (ambos exmiembros de The Rich Kids), John McGeoch, Barry Adamson, Dave Formula (estos tres miembros en ese entonces en Magazine). Fue ahí cuando Currie y Ure se conocieron y comenzaron su amistad. Al saber del problema que enfrentaba Currie con Ultravox, Ure le ofreció su ayuda. Al poco tiempo, este apoyo adquiriría más fuerza y, tras ser examinado por los miembros restantes de Ultravox, Ure quedó aceptado como cantante y guitarrista en abril de 1979.
Sin embargo, Ultravox tendría que esperar un tiempo más para volver a su ritmo de trabajo, ya que todavía cada miembro continuaba trabajando aparte. Currie estaba colaborando con el ya solista Gary Numan, Cann seguía trabajando para Zaine Griff (tocando la batería en presentaciones y en el álbum debut de este, Ashes and Diamonds, lanzado en 1980), Cross estaba haciendo presentaciones junto con Barry Masters (cantante de Eddie and the Hot Rods) y James Honeyman-Scott (guitarrista de The Pretenders) e, incluso, Midge Ure era en ese entonces guitarrista de la banda de hard rock Thin Lizzy, con la que tenía que salir de gira por los Estados Unidos y Japón.
Durante el tiempo en que se estaban alistando, se llegó a componer una gran parte de las canciones que luego formarían parte de su próximo álbum, y ya listo todo, la banda dio una nueva gira por el Reino Unido en noviembre de 1979 y otra por los Estados Unidos en diciembre, durante las cuales Ure tenía que cantar tanto las nuevas canciones como algunas de la etapa de John Foxx, las cuales no se decidieron quitar del repertorio, hasta después de un año.
La banda firmó contrato con Chrysalis Records y el álbum Vienna fue sacado al mercado en 1980. En este disco se combinaban los elementos de los anteriores álbumes (especialmente Systems of Romance) con nuevos, con un estilo de synth pop más innovador. Este último rasgo se hace notar en la canción que tiene el nombre del álbum «Vienna». Esta canción también salió como sencillo con su mismo nombre llegando a alcanzar el puesto n.º 2 en las listas británicas. «Vienna» proporcionó el éxito de la banda el cual se repetiría en los siguientes años. Después de este éxito la banda graba su siguiente álbum llamado Rage In Eden, el cual es considerado por algunos seguidores del grupo como de las etapas más creativas y experimentales de la banda, aunque en el plano comercial, no tuvo el mismo éxito.
En 1982 graban Quartet, a cargo del productor George Martin, el cual consigue el éxito más grande de la banda en suelo estadounidense.
Dado los éxitos de los últimos 3 álbumes, sacan en 1983 un álbum grabado en vivo llamado Monument. De este concierto también se sacó una versión de vídeo en VHS.
A finales de 1983 graban lo que sería el álbum Lament, sacado a la venta en 1984. De este álbum destacó la canción «Dancing With Tears In My Eyes». Otro tema del mismo disco fue «Lament». Poco después sale el sencillo «Love's Great Adventure». Por ese tiempo, Warren Cann había formado junto a Hans Zimmer, a quien había conocido mientras colaboraban con Zaine Griff, un proyecto electrónico llamado Helden, aunque su disco llamado Spies nunca llegó a salir oficialmente al mercado pero sí como bootleg.
En 1985, sale The Collection, un recopilatorio que comprende los lados A de los sencillos sacados por la banda desde la etapa de «Vienna» hasta «Love's Great Adventure». En ese mismo año Ultravox participa en la contribución organizada por Bob Geldof para ayudar a los pobres de Etiopía llamada Live Aid; Ure y Cross formarían parte de la banda-coro Band Aid, que le cantaba a la pobreza de ese país.

#### Cambios y decadencia
En 1986, Warren Cann es sacado de la banda; Mark Brzezicki de Big Country colaboraría en la batería para grabar U-Vox, el álbum menos célebre de Ultravox. Debido al fracaso comercial del álbum, Midge Ure, Chris Cross y Billy Currie deciden disolver la banda en 1987, después de la gira de U-Vox y del lanzamientos de los últimos sencillos.
Ultravox se separó en 1987 pero este hecho fue anunciado en 1988, dando a parecer que terminaron mal casi todos los miembros (solo Ure y Cross siguen teniendo buenas relaciones, como se pudo comprobar en un programa británico de televisión llamado This Is Your Life) cuando le hacen un homenaje al cantante. Se puede observar que los invitados a este homenaje son sus padres, hermanos, hijos, esposa y amigos, entre los que se pudieron contar al mismo Cross y a Howard Jones.
Ure se dedicó a ser solista, Cross desapareció del mundo de la música y ahora se dedica a la psicoterapia y la salud mental, Cann se fue a vivir a Los Ángeles, Estados Unidos. Poco después de la separación de la banda, Billy Currie se reunió con Robin Simon y formó junto a otros músicos un proyecto llamado Humania, el cual duró muy poco, aunque hicieron algunos conciertos y grabaron canciones, pero estas serían recopiladas en 2005 en un álbum llamado Sinews Of The Soul, donde aparecen nuevas versiones de canciones tocadas años anteriores como Lament y I Can't Stay Long. Simon formó con su hermano Paul un proyecto experimental llamado Ajanta Music, que actualmente hace giras por Europa después de lanzar un álbum en 2006. Aparentemente, Stevie Shears desapareció del mundo de la música después de formar Faith Global y su paradero es desconocido.

#### Últimas alineaciones
Currie revivió Ultravox en 1992 con nuevos miembros, entre ellos el cantante Tony Fenelle, sacando el álbum Revelation. Luego, Fenelle es reemplazado por Sam Blue y, en 1996, la banda saca Ingenuity.

#### Reunión
El 6 de noviembre de 2008 la página web oficial del grupo anunció la reunión de la banda, que estaría compuesta por Midge Ure, Chris Cross, Billy Currie y Warren Cann.
Prepararon una nueva gira con la que realizarán unos 14 conciertos solamente en el Reino Unido. Esta gira de reunión supone la vuelta a los escenarios tras mucho tiempo separados puesto que no pisaban desde 1985 un escenario.

#### Separación definitiva
El 4 de febrero de 2017, Billy Currie, el único miembro constante de Ultravox en su historia, anunció el fin de la banda. En diciembre de ese mismo año, Midge Ure declaró en una entrevista para el medio británico Express que los miembros de la alineación clásica de la banda (de la cual había sido su vocalista y guitarrista) había tomado "diferentes caminos".

## Legado e importancia
Los álbumes de la etapa de Midge Ure fueron remasterizados desde finales de la década de 1990 y pasando los años, con aumento de canciones de la temporada de cada uno, por ejemplo caras B, en concierto, etc.
Los álbumes de la etapa de John Foxx fueron remasterizados y aumentados de contenido en 2006. Los aumentos consistían en las cuatro canciones del EP Retro que fue lanzado en la época de partida de Stevie Shears y caras B de los sencillos.

## Discografía

### Álbumes
| Álbum                     | Publicación             | Listas    | Listas        | Anotaciones    |
| Álbum                     | Publicación             | UK Charts | Billboard 200 | Anotaciones    |
| ------------------------- | ----------------------- | --------- | ------------- | -------------- |
| Ultravox!                 | 25 de febrero de 1977   | -         | -             | Como Ultravox! |
| Ha! Ha! Ha!               | 14 de octubre de 1977   | -         | -             | Como Ultravox! |
| Systems of Romance        | 8 de septiembre de 1978 | -         | -             |                |
| Vienna                    | 11 de julio de 1980     | 3         | 164           |                |
| Rage in Eden              | 1981                    | 4         | 144           |                |
| Quartet                   | 1982                    | 6         | 61            |                |
| Monument - The Soundtrack | 14 de octubre de 1983   | 9         | -             |                |
| Lament                    | 6 de octubre de 1984    | 8         | 115           |                |
| U-Vox                     | 9 de octubre de 1986    | 9         | -             |                |
| Revelation                | 1993                    | -         | -             |                |
| Ingenuity                 | 1996                    | -         | -             |                |
| Brilliant                 | 2012                    | -         | -             |                |

### Sencillos y EP
- Dangerous Rhythm (1977).
- Young Savage (1977).
- Quirks (1977).
- ROckWrok (1977).
- Frozen Ones (1977, lanzado en Alemania).
- Retro (1978, EP).
- Slow Motion (1978).
- Quiet Men (1978).
- Sleepwalk (1980) - Reino Unido n.º 29.
- Passing Strangers (1980) - R.U. n.º 57
- Vienna (1981) - R.U. n.º 2
- Slow Motion/Quiet Men/Dislocation/Hiroshima Mon Amour (1981, doble sencillo reedición) - R.U. n.º 33.
- All Stood Still (1981) - R.U. n.º 8.
- New Europeans (1981).
- The Thin Wall (1981) - R.U. n.º 14.
- The Voice (1981) - R.U. n.º 16.
- Reap The Wild Wind (1982) - POP n.º 71; R.U. n.º 12.
- Hymn (1982) - R.U. n.º 11.
- Visions in Blue (1983) - R.U. n.º 15.
- We Came To Dance (1983) - R.U. n.º 18.
- One Small Day (1984) - R.U. n.º 27.
- Dancing with Tears in My Eyes (1984) - POP n.º 108; R.U. n.º 3.
- Lament (1984) - R.U. n.º 22.
- Heart Of The Country (1984).
- Love's Great Adventure (1984) - R.U. n.º 12.
- Same Old Story (1986) - R.U. n.º 31.
- All Fall Down (1986) - R.U. n.º 30.
- All In One Day (1987) - R.U. n.º 88.
- Vienna 92 (1992).
- I Am Alive (1992, puesto n.º 80 en Alemania en 1993).
- Vienna (1993, reedición) - R.U. n.º 13.
- I Am Alive (1993).
- There Goes a Beautiful World (1995).

### Recopilaciones
- Three Into One (Island, 1980): recopilación de la era con John Foxx.
- The Collection (Chrysalis, 1984): recolección de los sencillos (lados A solamente) desde Sleepwalk hasta Love's Great Adventure - Reino Unido n.º 2.
- Slow Motion (Spectrum, 1993): etapa con Foxx.
- Rare Volume 1 (Chrysalis, 1993): rarezas (solo la etapa con Midge Ure).
- Rare Volume 2 (Chrysalis, 1994): rarezas (solo la etapa con Ure).
- The Voice - The Best Of Ultravox (EMI, 1997): etapa con Ure.
- Premium Gold Collection: etapa con Ure.
- Original Gold (1998): etapa con Ure.
- The Island Years (Spectrum, 1999): probablemente una reedición del recopilatorio Slow Motion, más el lado B Cross Fade.
- Extended (EMI, 1999): remezclas y versiones extendidas de las canciones de la etapa de Ure.
- The Best Of Ultravox (EMI, 2003): etapa de Ure.
- Finest-The Best Of Ultravox & Midge Ure (EMI, 2004): etapa de Ure - R.U. n.º 45.
- New Frontier (2005): contiene los dos últimos álbumes de la banda de la década de 1990 (en 2 CD cada uno).

### Grabaciones piratas
- Un casete grabado en unas sesiones de estudio el 19 de febrero de 1977 contiene canciones que formaron parte del primer álbum Ultravox! y del sencillo Quirks, pero ni siquiera se halla en venta como rareza y Warren Cann declaró en una entrevista tenerlo. Estas canciones son: Life At Rainbows End, Came Back Here To Meet You, Wide Boys, Satday Night, Lonely Hunter, Modern Love, Dangerous Rhythm, Slipaway, TV Orphans, The Riff y The Wild, The Beautiful & The Damned.
- Live 1977 (en Estocolmo, Suecia).
- Echoes Of Pleasure: contiene 2 conciertos, uno llevado a cabo en el club Marquee de Londres en 1978 durante la etapa con John Foxx y el otro en 1980 durante la gira del álbum Vienna con Midge Ure.
- Live At Philadelphia 1979: un concierto llevado a cabo en febrero de 1979 durante la gira estadounidense. Una de las últimas presentaciones de Ultravox como quinteto.
- Oregon '79.
- Milwaukee'79 (Ure cantando Quiet Men, Slow Motion, Hiroshima Mon Amour, I Can't Stay Long y Dislocation).
- New Orleans '79 (Quiet Men, Slow Motion e Hiroshima Mon Amour).
- London '80 (Ure cantando los mismos temas de Foxx de New Orleans '79).
- Live In London: concierto de 1980 de la etapa de Vienna.

### Otras canciones
- Hasta antes de separarse de Ultravox a comienzos de 1979, John Foxx había compuesto con el resto de la banda diferentes canciones que nunca llegaron a salir al público y solo fueron grabadas y no llegadas a incluir en ningún plan de edición para ventas o algunas fueron tocadas en vivo. Después de la salida de Foxx en 1979, alguna de estas canciones, las compuestas entre 1978 y 1979, fueron versionadas por él para sus álbumes solistas. También hubo canciones hechas con Midge Ure.
- Canciones compuestas mientras la banda se llamaba Tiger Lily: As Gracefully As You, The Joker, We Walked Into The Wilderness, The Day The World Ended, When Dreamers Wake, Waltz Me Well y Ricochet; fueron escritas con la combinación de influencias de The Velvet Underground, Roxy Music, Steve Harley y David Bowie, pero probablemente no grabadas en estudio. Durante esa época también se compusieron I Want To Be A Machine, Slip Away, Dangerous Rhythm, las cuales sí llegaron a grabarse en estudio.
- I Came Back Here To Meet You: tocada en los conciertos de 1976 y 1977 (una de las versiones en vivo puede ser hallada en Youtube). Se llegó a grabar en un casete el 19 de febrero de 1977 durante una sesión en un estudio la cual no se halla.
- TV Orphans: tocada en los conciertos de 1976 y 1977 (puede ser hallada en Youtube). Se llegó a grabar en un casete el 19 de febrero de 1977 durante una sesión en un estudio la cual no se halla.
- I Won't Play Your Game: no se llegó a grabar en estudio por lo visto, pero sí tocada en conciertos en 1976 y 1977. Se puede apreciar en Youtube.
- The Riff: se llegó a grabar en un casete el 19 de febrero de 1977 durante una sesión en un estudio la cual no se halla.
- Life At Rainbows End, Wide Boys, Satday Night, Lonely Hunter, Modern Love, Dangerous Rhythm, Slipaway, The Wild, The Beautiful, & The Damned se hallan en el mencionado casete datado el 19 de febrero de 1977.
- Dark Love.
- Storms of Things: tocada en vivo el 4 de octubre de 1977, aparentemente en el club Marquee de Londres, tiene vídeo y circula por Youtube.[23] La canción tiene todas las características de la etapa por la que pasaba el grupo entonces, típica del estilo proto-punk del álbum Ha! Ha! Ha!, lanzado por esos días.
- He's A Liquid: compuesta en 1978 durante la gira del álbum Systems Of Romance y puede hallarse en los bootlegs de los conciertos de 1978 y 1979. En esos años la versión era tocada con batería normal, bajo y guitarra, además del sintetizador y teclado de Billy Currie, pero tenía el estilo roquero new wave; ya a finales de 1979, John Foxx la versiona a su manera con estilo synth pop en su álbum solista Metamatic y nunca se llegó a grabar en estudio durante su estadía en Ultravox.
- Walk Away: tocada durante la gira del álbum Systems Of Romance de 1978, pero no se volvió a tocar durante la gira estadounidense de 1979; se puede hallar en algunos bootlegs. En 1981 John Foxx versionó a su estilo la canción y la incluyó así en su segundo álbum solista The Garden.
- Touch & Go: tocada durante la gira estadounidense de 1979; probablemente se pueda hallar en los bootlegs. A finales de ese año, John Foxx, separado de Ultravox, la versionó a su estilo synth pop, incluyéndola en su primer álbum Metamatic.
- Systems Of Romance: compuesta por John Foxx en 1978, probablemente iba a servir como la canción homónima incluida en el álbum Systems Of Romance. Foxx tampoco pudo incluirla en Metamatic, así que finalmente pudo versionarla para The Garden.
- Radio Beach: tocada durante la gira estadounidense de 1979. Ni John Foxx como miembro de Ultravox ni como solista la grabó en estudio. Se puede hallar en los bootlegs de dicha gira.
- Do The Mutation.
- You Were Someone Else Then.
- Car Crash Flashback.
- City Doesn't Care.
- Torque Point: esta es una canción que data de la época de grabación del álbum Rage In Eden, cuando Midge Ure había tomado el lugar de Foxx.